# مرصد ستيوارد
مرصد ستيوارد (بالإنجليزية: Steward Observatory)‏ هو الذراع البحثية لقسم أبحاث علم الفلك بجامعة أريزونا، تم تأسيسه في سنة 1916 وتقع مكاتبه في حرم جامعة أرزونا في توسان (أريزونا) بالولايات المتحدة الأمريكية.
يعد مرصد ستيوارد هو واحد من بين المؤسسات القليلة في العالم التي يمكنها تصميم وبناء المرايا الأولية الكبيرة جدا للتليسكوبات التي بنيت في العقد الماضي.

## تاريخ
يرجع فضل وجود مرصد ستيوارد، لجهود عالم الفلك وعالم تحديد أعمار الأشجار الأمريكي «أندرو إليكوت دوغلاس».
قبل دوغلاس في سنة 1906 منصب أستاذ مساعد في الفيزياء والجغرافيا بجامعة أريزونا في توكسون، أريزونا.
فور وصوله إلى توكسون، أنشأ دوغلاس برامج بحث فلكية باستخدام تلسكوب انكساري بقطر 8 بوصة تم الحصول عليه على سبيل الإعارة من مرصد كلية هارفارد، في نفس الوقت تابع بنشاط بحثه عن التمويل اللازم لبناء تلسكوب بحثي كبير في توكسون.
على مدى السنوات ال 10 التالية، فشلت كل جهود دوغلاس الهادفة لتأمين التمويل من الجامعة والمجالس التشريعية الإقليمية في ولاية أريزونا، (وحتى الدولة في وقت لاحق). خلال هذه الفترة، تقلد دوغلاس عدة مناصب في جامعة أريزونا، من بينها رئيسا لقسم الفيزياء وعلم الفلك، ثم رئيسا بالنيابة، وأخيرا عميدا لكلية الآداب والفنون والعلوم.
في 18 أكتوبر 1916 أعلن رئيس الجامعة «روفوس فون كلاينسميد» أن مانحا مجهولا وهب الجامعة مبلغ  60000 دولار، لشراء مقراب ضخم الحجم. كشف فيما بعد عن هوية هذا المانح؛ متمثلا السيدة «لافينيا إنتندانت» من أوراكل في أريزونا، هذه السيدة هي أرملة ثرية، كانت تهدف إلى إحياء ذكرى زوجها الراحل هنري ستيوارد. وضع دوغلاس خططا لضمان استخدام أمثل لهبة ستيوارد، من أجل بناء  تلسكوب تيوتوني عاكس بقطر يعادل 36 بوصة. نتيجة لذلك تم التعاقد مع «شركة وارنر وسويسي» الواقع مقرها في كليفلاند (أوهايو) لبناء التلسكوب، لكن دخول الولايات المتحدة في الحرب العالمية الأولى أخر تنفيذ مضامين العقد، نظرا لارتباط الشركة بعقود لصناعة أدوات حربية. في نفس الوقت كان التأخر ناتجا أيضا على حقيقة كون صناعة مرايا التلسكوب الكبير في ذلك الوقت من اختصاص الأوروبيين، فالحرب التي كانت قد إندلعت حديثا جعلت من المستحيل جدا إبرام عقد مع شركة أوروبية. وهكذا، كان واجبا على دوغلاس إيجاد شركة أمريكية مختصة في الزجاج تكون على استعداد لتطوير هذه التجربة. بعد فشل طال اثنين من المصبوبات، نجحت أخيرا «شركة سبنسر لينس» من بوفالو (نيويورك) في إنتاج  مرآة من 36 بوصة لصالح تلسكوب ستيوارد.
تم تركيب التليسكوب في مبنى المرصد بحلول يوليو 1922، ليصبح مرصد ستيوارد جاهزا رسميا في 23 أبريل 1923.

## المرصد
يدير مرصد ستيوارد ثلاثة مواقع مراقبة مختلفة في جنوب أريزونا: مرصد مونت غراهام الدولي،
مرصد مونت ليمون ومحطة كاتالينا على جبل بيجيلو، بالإضافة إلى تليسكوبات في مرصدين رئيسيين آخرين؛ هما مرصد كيت بياك الوطني ومرصد فريد لورانس ويبل في جبل هوبكنز. مرصد ستيوارد أيضا هو شريك في مسح سلووان الرقمي الثالث للسماء، والذي يقع بمرصد أباتشي بوينت في نيومكسيكو.
حاليا يتم الاقتصار على استخدام مبنى المرصد الأصلي بتوكسون في أغراض التوعية العامة والتعليم الجامعي العام.